# 戸田峠
戸田峠（へだとうげ）は、静岡県沼津市戸田地区と伊豆市を結ぶ峠。愛称は霧香峠（むこうとうげ）。

## 概要
伊豆半島北西部の金冠山と子達磨山の間の鞍部を通る、静岡県道18号修善寺戸田線と西伊豆スカイラインが接合する。戸田大川の支流と北又川（狩野川の支流）の分水界となる。この峠には、東海バスのバス路線修善寺戸田路線の戸田峠バス停がある。戸田村が沼津市に合併した後も陸路での交通に於いて戸田峠の重要性に変わることはない。本峠を伊豆山稜線遊歩道（ハイキングコース・登山道）が通っていて、金冠山と達磨山への登山口となっている。峠の北東側には戸田峠展望台の駐車場がある。

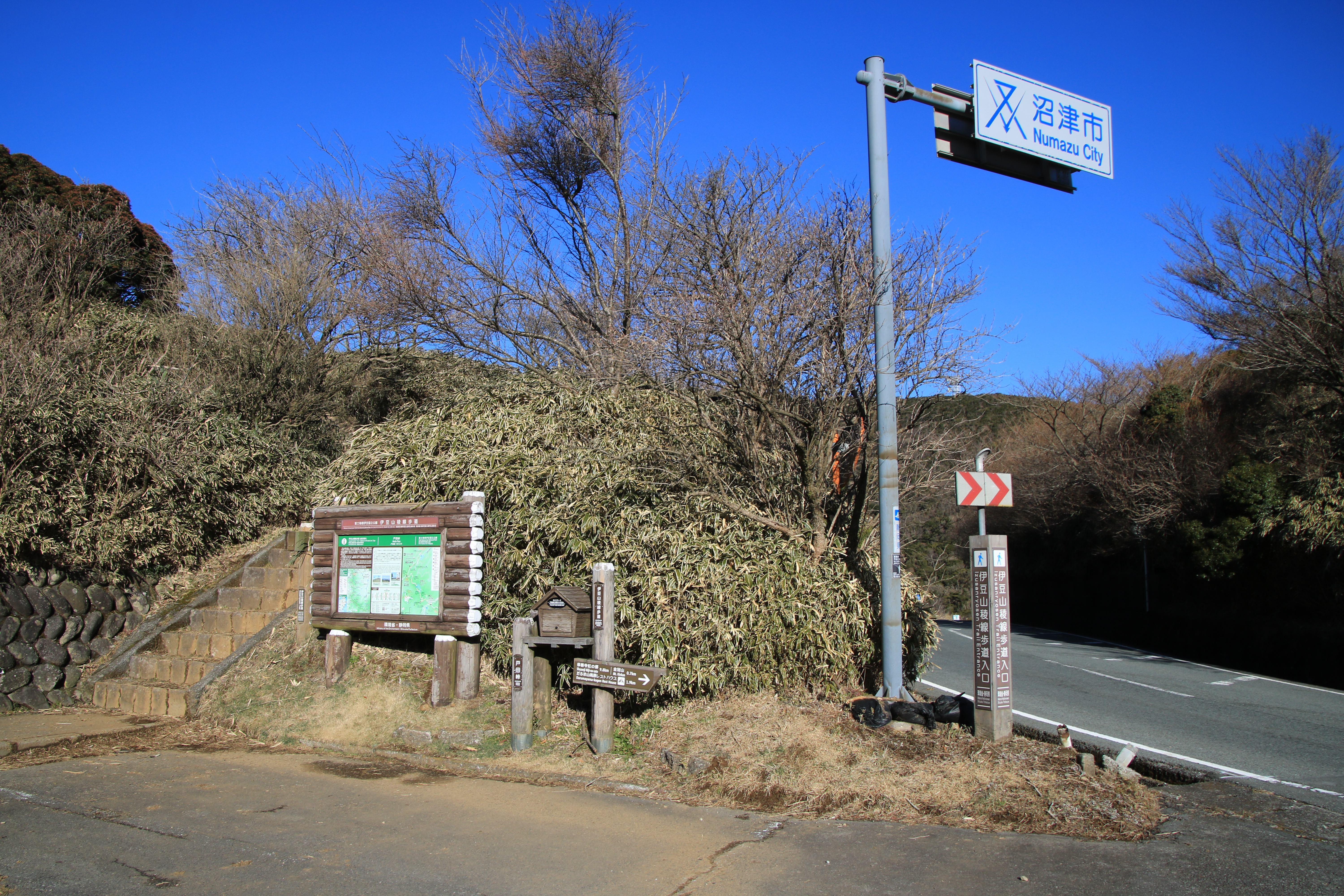
峠を通る伊豆山稜線遊歩道の道標
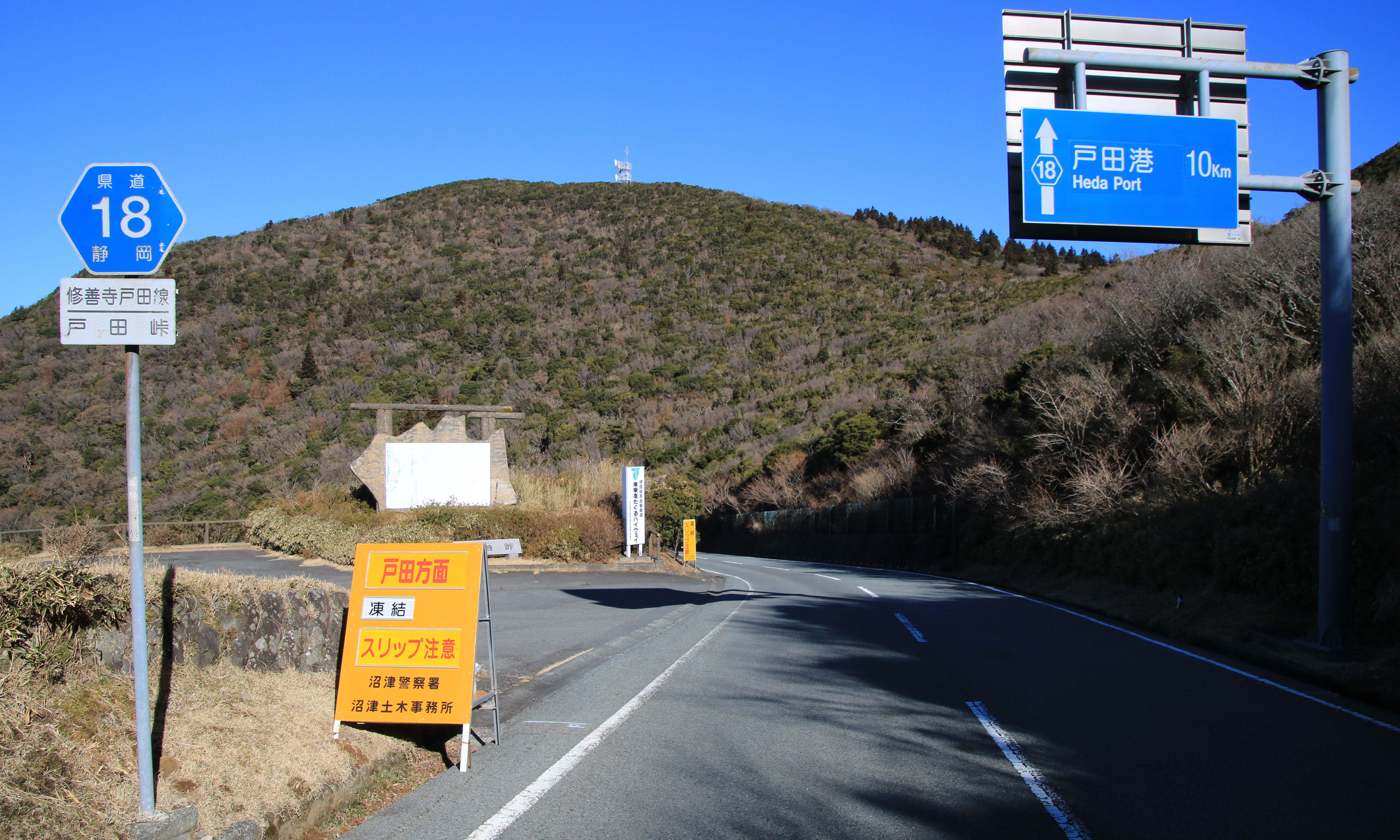
峠の北東側にある戸田峠展望台の駐車場、遠景は金冠山

## 近隣施設

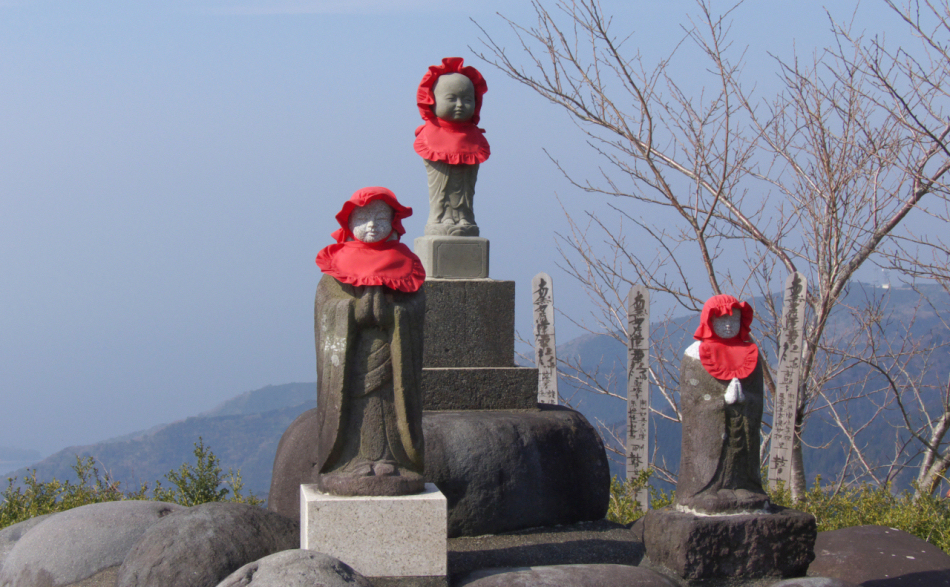
瞽女展望地

戸田峠近く駿河湾方向に、瞽女展望地と呼ばれる眺望の良い展望台がある。戸田峠で大雪に遭い亡くなった瞽女の冥福を祈るため建てられた観音像から命名された。約1 km東方の静岡県道18号修善寺戸田線沿いに、だるま山高原レストハウスがある。